# Église Saint-Jean-Baptiste de Neuilly-sur-Seine
Pour les articles homonymes, voir Église Saint-Jean-Baptiste.
L’église Saint-Jean-Baptiste de Neuilly est une église paroissiale catholique située au no 156 avenue Charles-de-Gaulle à Neuilly-sur-Seine (Hauts-de-Seine, en France). Elle dépend du diocèse de Nanterre. L'église est dédiée à saint Jean-Baptiste. Elle est répertoriée à l'inventaire général du patrimoine culturel.

## Description

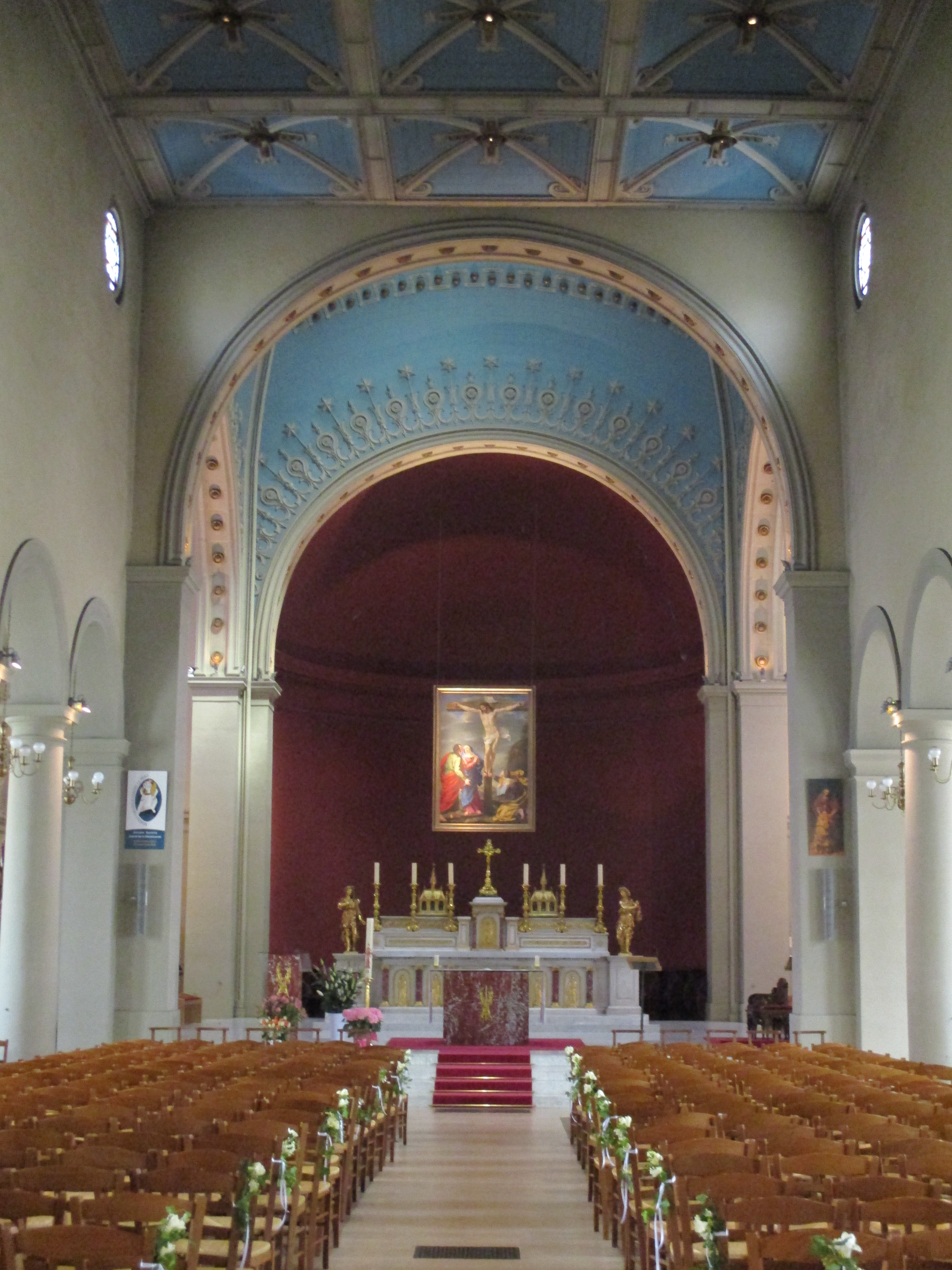
Intérieur de l'église.

L'église est d'architecture néo-classique avec un fronton à la grecque.
L'horloge sur le fronton date de 1778[réf. nécessaire] et provient du château de Bagatelle.
Le maître-autel est enrichi d'éléments de la fin du XVIIe siècle venant d'un ancien retable. Des peintures de l'Ancien Régime sont classées au titre des monuments historiques. Celle du maître-autel, entourée de deux statues d'ange, figure la crucifixion.
Les fonts baptismaux, du XVe siècle, proviennent de l'ancienne église Saint-Martin de Villiers-la-Garenne, mise en vente et rasée en 1795.

## Historique

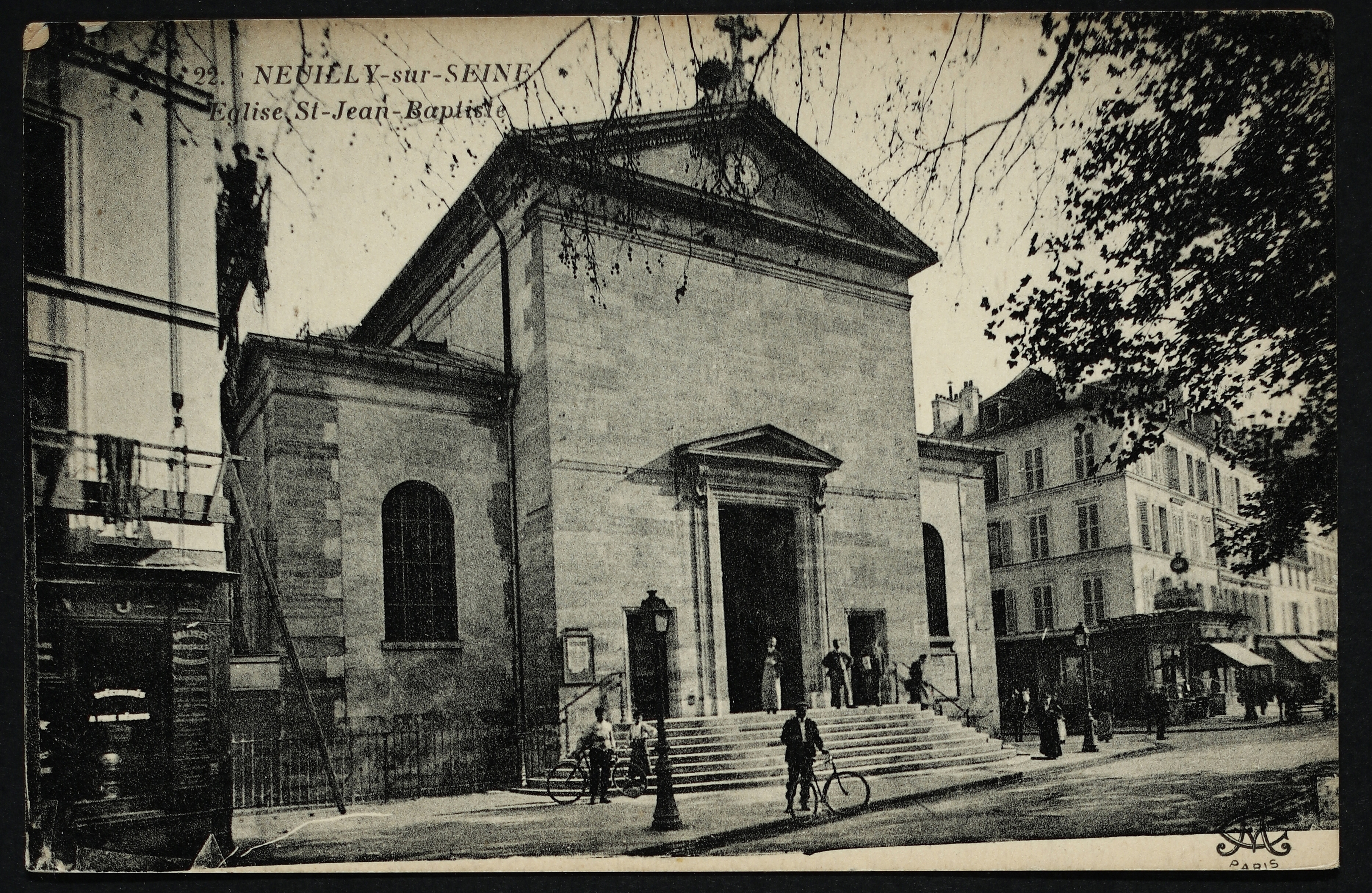
Carte postale ancienne figurant l'église Saint-Jean-Baptiste de Neuilly.

Offerte par un gentilhomme champenois, Jean-Baptiste de Chantemerle, une chapelle dédiée à saint Jean-Baptiste fut érigée à cet emplacement vers 1540.
Elle est plus tard remplacée par une église, ouverte au culte en 1779. En 1790, elle accueille la réunion du premier conseil municipal. À nouveau pour être agrandie, elle est démolie en 1827 et reconstruite par Jacques Molinos, puis achevée en 1828-1831 par son fils Auguste Isidore Molinos. Puis faisant suite à des malfaçons, elle fut reprise entre 1844 et 1846 avec la construction du presbytère, reconstruit en 1904. Le plafond de la nef et la coupole de la croisée furent refaits en 1869 par l'architecte communal Charles Jules Simonet. Le bâtiment va subir les affres de la guerre de 1870. Elle perdra entre 1897 et 1911 son titre d'église paroissiale qu'elle détenait depuis 1794, au profit de celle de Saint-Pierre. Elle est rénovée de 1911 à 1918, grâce à l'abbé Salomon.
L'église possède deux orgues : un orgue de choeur Cavaillé-Coll de 1865 et un grand orgue. Le second est construit en 1873 par Eugène et John Abbey. Entre 1937 et 1938, il est rénové par Pleyel, qui installe un système de transmission électronique-peunmatique. En 1971, il est reconstruit par Jean Bourgarel, qui modifie son esthétique et qui installe d'un système électro-pneumatique. En 1992, il est partiellement électrifié et on y installe une console moderne. Inactif depuis 2014, il est rénové à Barcelone par la manufacture G. Grenzing en 2024-2025. Il compte aujourd’hui 2468[Quoi ?] d'étain et de bois. Le compositeur Olivier d’Ormesson est l’organiste titulaire de l’église.

## Paroisse
L'église est le siège de la paroisse du même nom, rattachée depuis 2010 au doyenné des Deux-Rives du diocèse de Nanterre. Son curé administre également l'église Bienheureuse-Isabelle située place de Bagatelle, au cœur du quartier de Bagatelle, non loin du parc de Bagatelle.

## Galerie

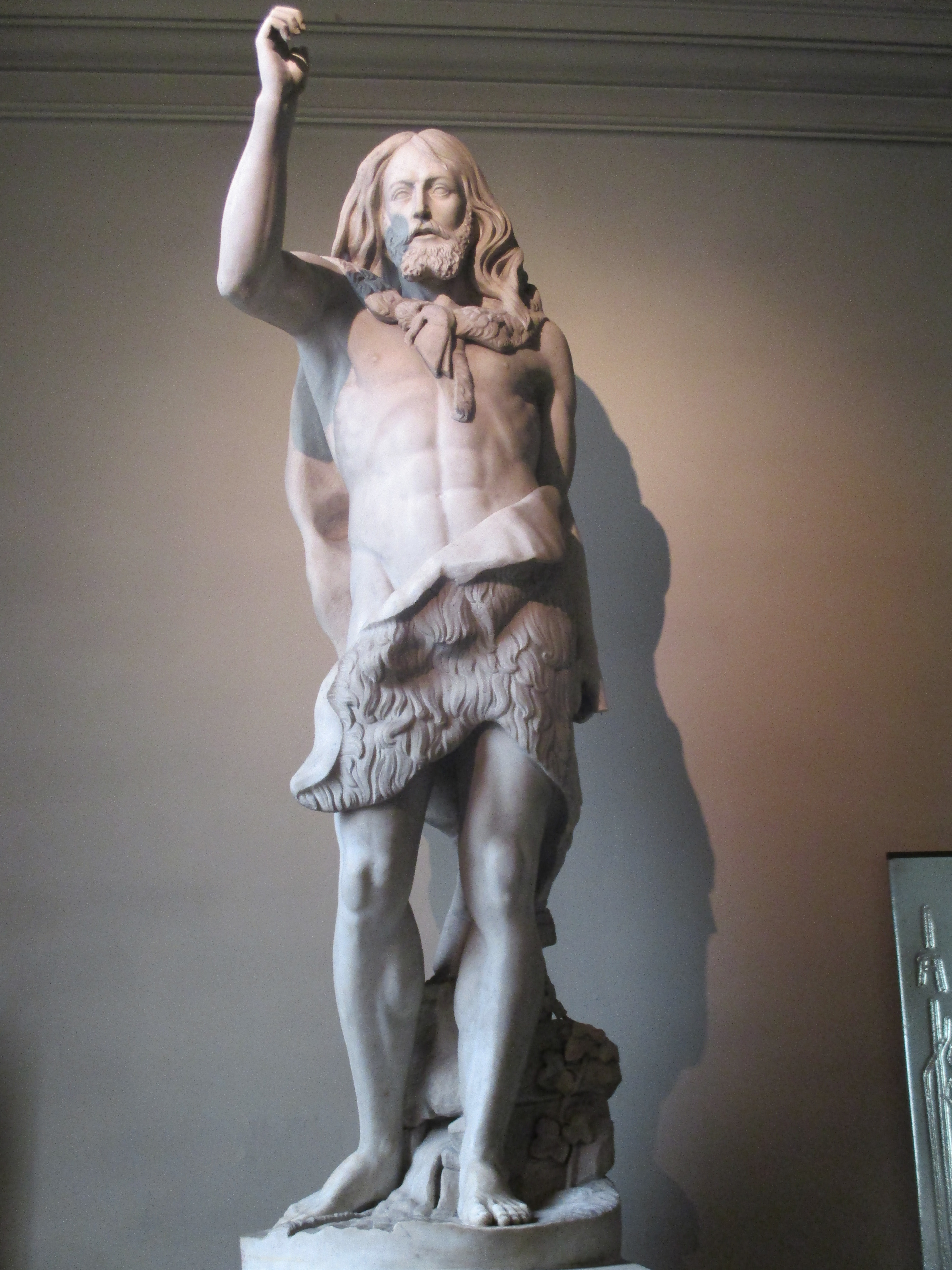
Statue de Jean le Baptiste.
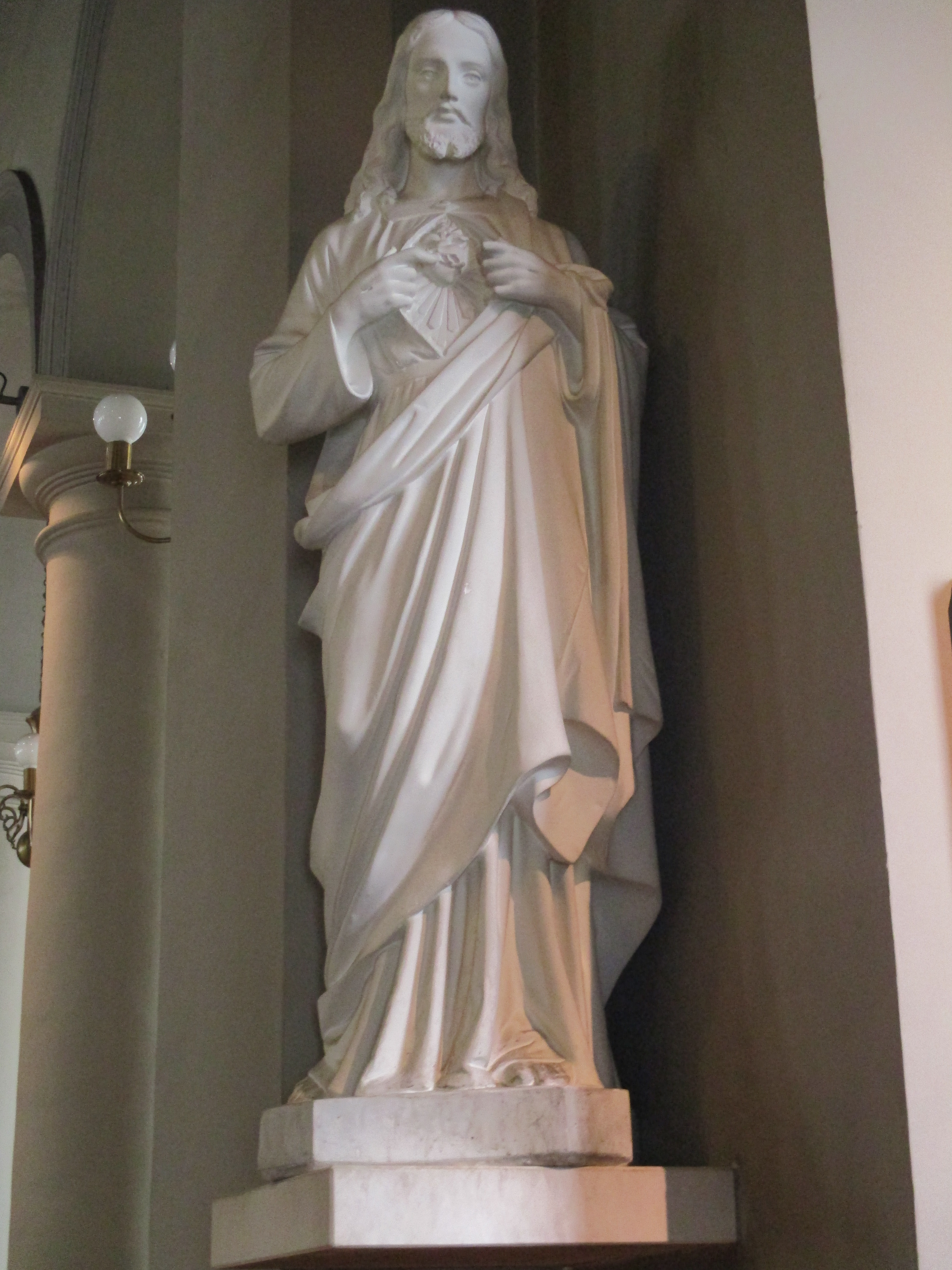
Statue du Sacré-Coeur de Jésus.
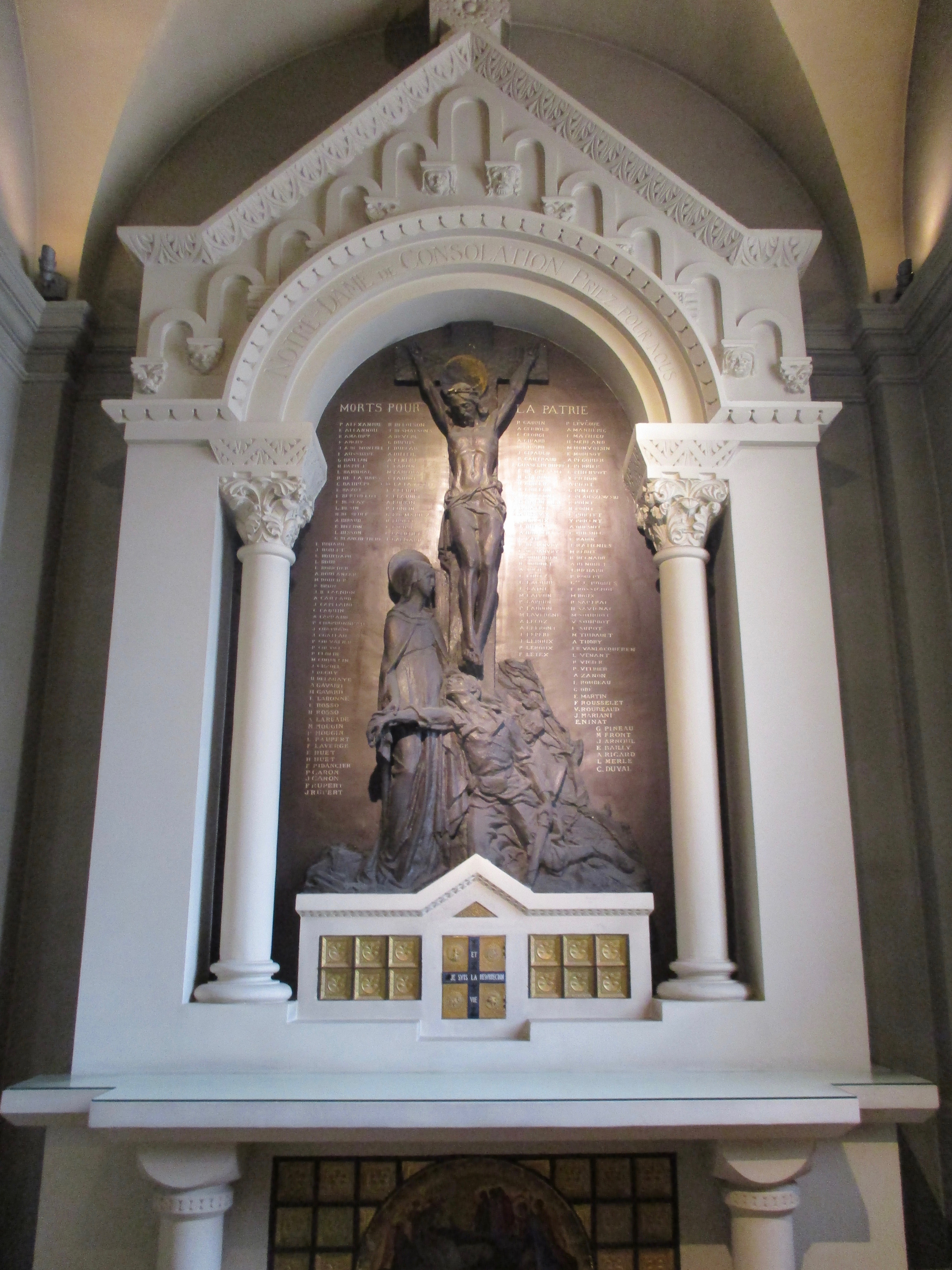
Chapelle pour les morts de la Première Guerre mondiale.
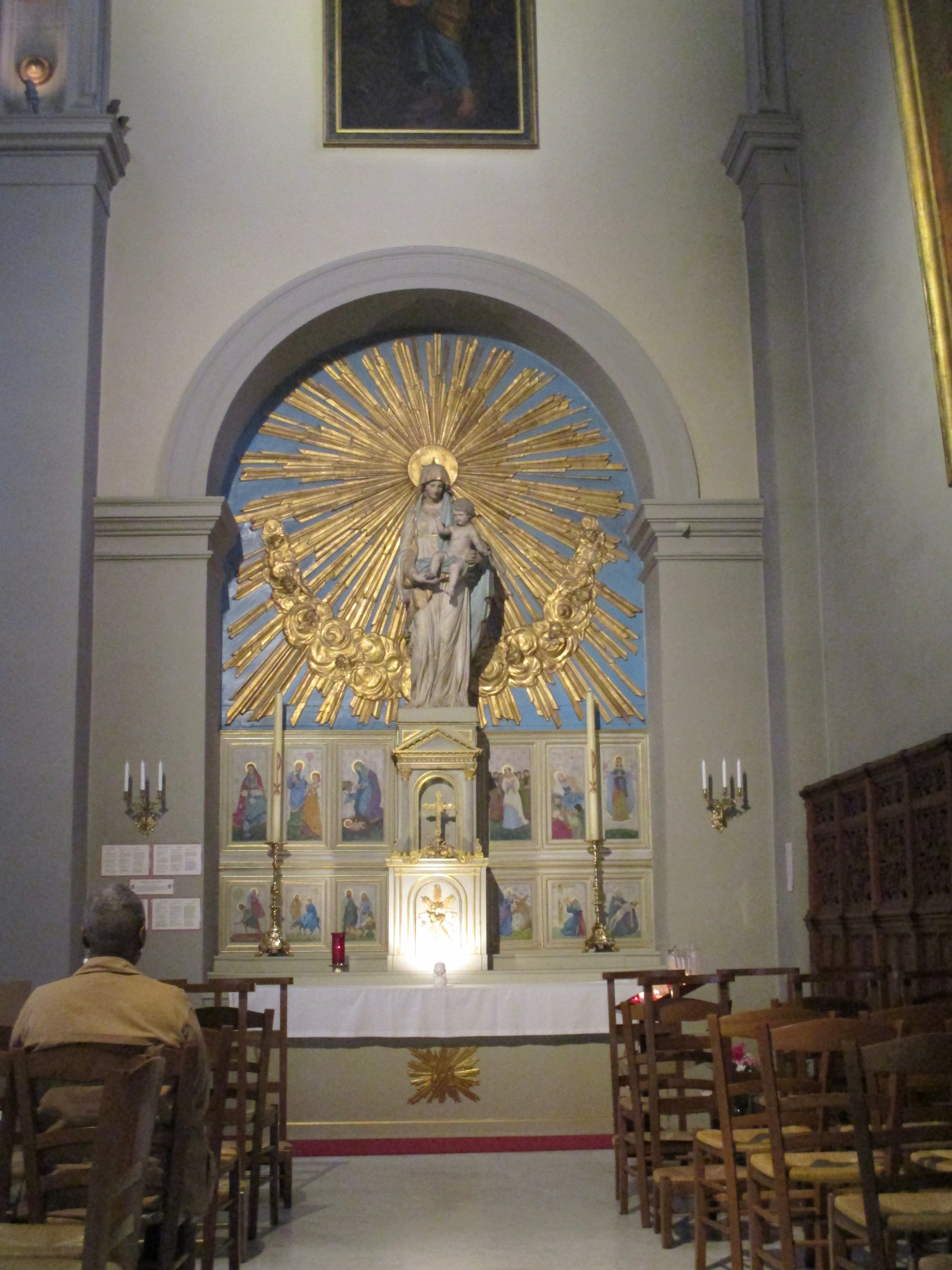
Chapelle de la Vierge.
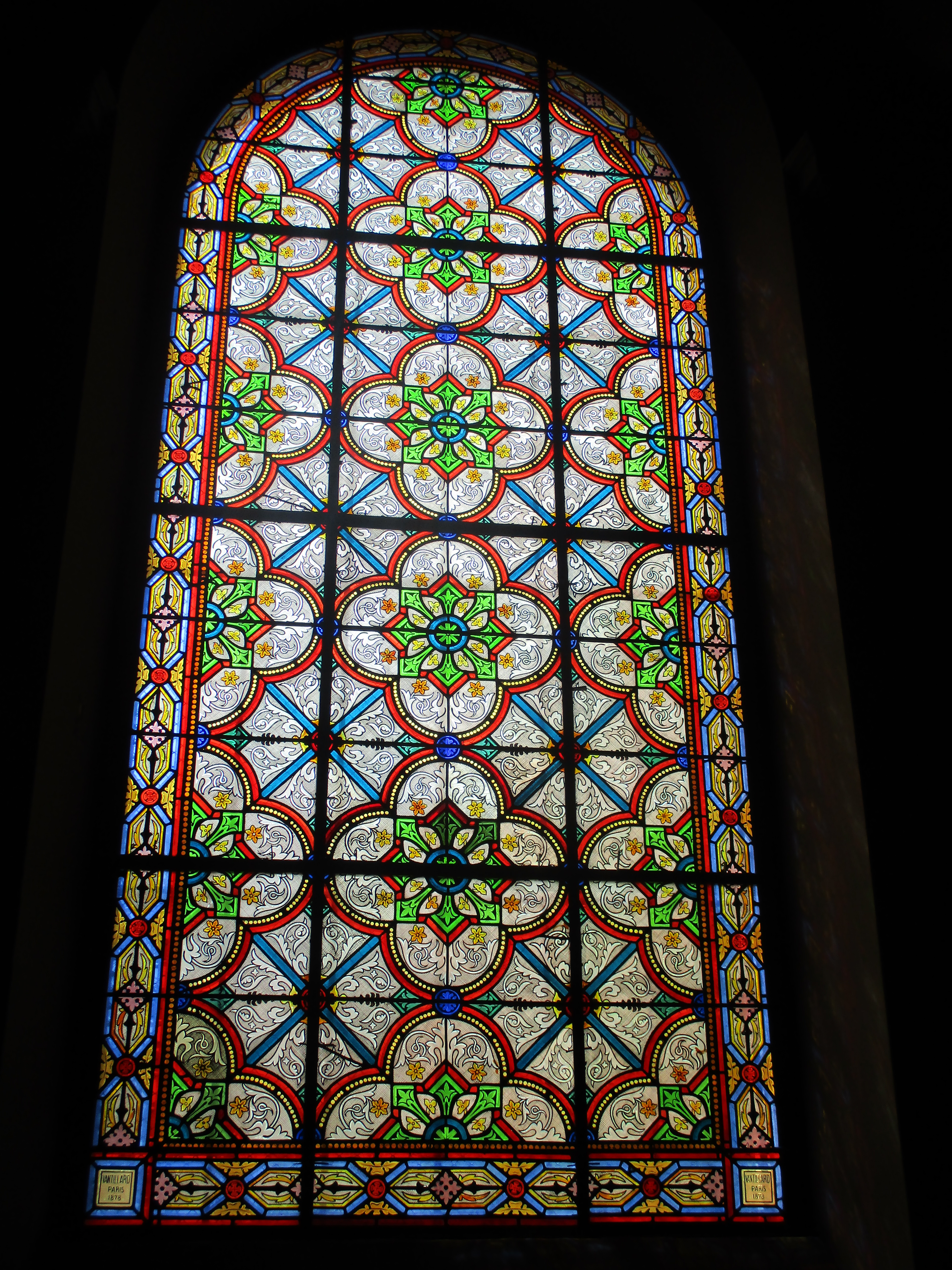
Vitrail.

## Pour approfondir